# Parasemia thomanni
Parasemia thomanni är en fjärilsart som beskrevs av Kessler 1951. Parasemia thomanni ingår i släktet Parasemia och familjen björnspinnare. Inga underarter finns listade i Catalogue of Life.